# Merenius tenuiculus
Merenius tenuiculus là một loài nhện trong họ Corinnidae.
Loài này thuộc chi Merenius. Merenius tenuiculus được Eugène Simon miêu tả năm 1910.